# Hypentelium nigricans
Espèce
Statut de conservation UICN

 LC  : Préoccupation mineure
Synonymes
- Catostomus nigricans

Hypentelium nigricans est une espèce de poisson d'eau douce à nageoires rayonnées appartenant à la famille des Catostomidae (ordre des Cypriniformes). Il est originaire des États-Unis et du Canada, où il se trouve dans les ruisseaux et les rivières. Il préfère les eaux claires et rapides, où il peut se nourrir sur le lit de la rivière de crustacés, mollusques, insectes aquatiques, algues et détritus. Il retourne de petits cailloux, gratte les roches et aspire les particules. D'autres espèces de poissons stationnent parfois en aval de ses activités pour recueillir des fragments de nourriture soulevés. La reproduction a lieu sur des fonds de gravier plats dans des rapides peu profonds à la fin du printemps. Ce poisson est sensible à des perturbations d'origine humaine telles que la canalisation, la sédimentation, la pollution et la construction de barrages. Il a cependant une large aire de répartition, où il est commun, de sorte que l'Union internationale pour la conservation de la nature a évalué son état de conservation comme « de préoccupation mineure » (LC).

## Distribution
Hypentelium nigricans est originaire du sud du Canada et d'une grande partie de l'est et du sud des États-Unis. Il vit dans les rivières du bassin du Mississippi, de l'Oklahoma et de l'Alabama jusqu'au Minnesota. Il est présent dans les Grands Lacs et les rivières de la région Mid-Atlantic. Son aire de répartition actuelle est similaire à sa distribution historique, sauf dans les zones occidentales, où il a connu quelques disparitions. Les perturbations de son habitat dues aux pratiques agricoles dans des États comme le Dakota du Sud, l'Iowa, le Missouri, le Kansas et l'Oklahoma ont contribué à ces disparitions.

## Biologie
Les mâles peuvent atteindre la maturité sexuelle au cours de leur deuxième saison, tandis que les femelles n'atteignent généralement pas la leur avant leur troisième année. Les spécimens des petits cours d'eau sont plus petits et mettent plus de temps à mûrir. H. nigricans peut atteindre jusqu'à 33 cm à la fin de sa cinquième saison de croissance. Les spécimens exceptionnellement grands sont généralement des femelles. La durée de vie maximale est d'environ onze ans.

## Écologie
Hypentelium nigricans peut vivre dans des eaux chaudes ou froides, le plus souvent dans des cours d'eau de taille moyenne, mais parfois dans des grandes rivières, plus rarement dans des lacs.
Son régime alimentaire se compose principalement de larves d'insectes, de crustacés, de mollusques, de diatomées et de morceaux de végétation. En se nourrissant, il gratte la surface supérieure des graviers, retourne les pierres sur le fond et aspire le matériau détaché, qui contient un ensemble de petits organismes. Pendant qu'il se nourrit, d'autres poissons comme des ménés et l'achigan à petite bouche se placent en aval pour se nourrir des matériaux qu'il rejette dans le courant.
Ses prédateurs varient généralement en fonction de l'environnement et de son degré de développement. Dans la partie nord de son aire de répartition, il vit dans des ruisseaux et des lacs plus profonds et est recherché par les grands poissons prédateurs tels que le maskinongé et le grand brochet.
Il est parfois en compétition avec d'autres espèces de poissons-ventouses et de chevaliers pour les sites de reproduction. Pendant sa ponte, les ménés, vairons et chevesnes se nourrissent parfois des œufs fraîchement expulsés.
Le frai a lieu dans des rapides peu profonds, généralement en mai, lorsque la température de l'eau est d'environ 15 °C. Les mâles reproducteurs se rassemblent sur ces zones de gravier où chaque femelle réceptive peut être courtisée par plusieurs mâles. L'activité de frai est violente et cette agitation creuse des dépressions peu profondes dans le gravier. Les œufs ne sont pas adhésifs et se déposent sur le gravier.

## Relation avec les humains
Bien que l'espèce ne se trouve actuellement sur aucune liste d'espèces menacées, elle est toujours sensible aux influences anthropiques qui ont affecté d'autres espèces de poissons d'eau douce. La canalisation, la sédimentation, la pollution et la construction de barrages ont toujours le potentiel de modifier les populations de l'espèce. Le manque de frayères convenables pourrait être une menace à l'avenir et devrait être surveillé de près. La sédimentation dégrade les sites de vie et de reproduction dans les cours d'eau.
H. nigricans peut être trouvé dans les parcs nationaux et d'État de son aire de répartition, le plus grand étant le parc national des Great Smoky Mountains. Il y est protégé et commun dans tous les ruisseaux jusqu'à 850 mètres d'altitude.
Sans être menacé, H. nigricans est sympatrique d'espèces menacées, et les efforts pour conserver celles-ci lui ont été profitables. Il est commun dans la majeure partie de sa grande aire de répartition. Aucune menace particulière n'a été identifiée et l'Union internationale pour la conservation de la nature l'a évalué comme une espèce de préoccupation mineure.
Le record du monde IGFA (en) pour l'espèce est de 795 grammes avec un poisson pêché près de Sigel (Pennsylvanie) (en) en 2008 et un autre dans le Conodoguinet Creek (en) (un affluent de la Susquehanna) près de Camp Hill (Pennsylvanie) en 2016.